# Chalampé

Chalampé este o comună în departamentul Haut-Rhin din estul Franței. În 2009 avea o populație de 931 de locuitori.

## Evoluția populației
| An        | 1975 | 1982  | 1990  | 1999 | 2006 | 2009 |
| --------- | ---- | ----- | ----- | ---- | ---- | ---- |
| Populație | 891  | 1.034 | 1.011 | 966  | 888  | 931  |